# 换气次数
换气次数(air exchange per hour)又称换气率(air exchange rate)，指单位时间内空气更换的次数，通过单位时间进入房间的风量（m3/h）除以房间体积(m3)计算而得。如果房间通风方式为均匀送风或完全混合送风，换气次数是评价室内空气换气频率多少的一个指标。
在许多室内通风的案例中，室内空气既不是均匀送风也不是完全混合送风，一个房间空气更换的百分比决定于换气效率和通风方式。在完全混合通风案例中，当换气次数为1次/h时，一小时后将有63.2%的空气将会被更换。为了保持气压的平衡，送风量和排风量必须相等。
换气系数计算式为：
{\displaystyle \quad N={\frac {Q}{Vol}}}
其中：
- N = 换气次数（h-1)
- Q = 每小时进入房间的风量 (m3/h)
- Vol = 房间体积 长 × 宽 × 高 (m3)

## 换气次数法
在通风设计中，换气量可不经过详细的计算，尤其是当散发的有害物不确定时，全面通风的换气量可通过换气次数来确定。
通风量为：
{\displaystyle \quad Q=N*Vol}
其中：
- Q = 每小时进入房间的风量 (m3/h)
- N = 换气次数（h-1)
- Vol = 房间体积 长 × 宽 × 高 (m3)